# Desmodora mawsoni
Desmodora mawsoni är en rundmaskart som först beskrevs av John Inglis 1967.  Desmodora mawsoni ingår i släktet Desmodora och familjen Desmodoridae. Inga underarter finns listade i Catalogue of Life.